# فلین ساوتم
فلین ساوتم (انگلیسی: Flynn Southam؛ زادهٔ ۵ ژوئن ۲۰۰۵) شناگر اهل استرالیا است.
وی در مسابقات کشوری و بین‌المللی در مجموع برندهٔ ۱۲ مدال طلا، ۸ مدال نقره، ۴ مدال برنز شده است.